# Palác Montaza
Palác Montaza je palác, muzeum a velká zahrada v Montaze v Alexandrii v Egyptě. Byl vybudován jako malá plantáž na východní části centra Alexandrie s výhledem na Středozemní moře. 

## Historie
Základy paláce, tehdy po názvem Salamlek, byly vybudovány v roce 1892 chedivou Abbásem II. Hilmí, posledním vládcem z dynastie Muhammada Alího, který zastával titul Chediv Egyptský a Súdánský. Byl využíván jako lovecká residence pro jeho společníky. 
Větší palác Al-Haramlik a královské zahrady byly přidány k paláci Montaza, který přestavěl král Fuad I. v roce 1932 na své letní sídlo. Palác je kombinací osmanského a florentského stylu; jsou na něm dvě věže. Jedna z nich je velmi vysoká a jsou na ní italské renesanční detaily. U paláce jsou otevřené arkády, díky nimž je umožněn pohled na moře. 
Prezident Anwar El-Sadat upravil původní zámek Salamlek na oficiální prezidentskou rezidenci. Nejvíc byl využíván bývalým prezidentem Husnim Mubarakem. 

## Přístup veřejnosti
Park Al-Montaza, bývalé královské zahrady o velikosti 61 hektarů je zpřístupněn veřejnosti jako přírodní a lesní rezervace. 
Palác Montaza slouží veřejnosti jako muzeum o dynastii Muhammada Alího. Zaobírá se hlavně rodinnou historií a uměním. Starý palác Salamlek je v dnešní době hotelem. 

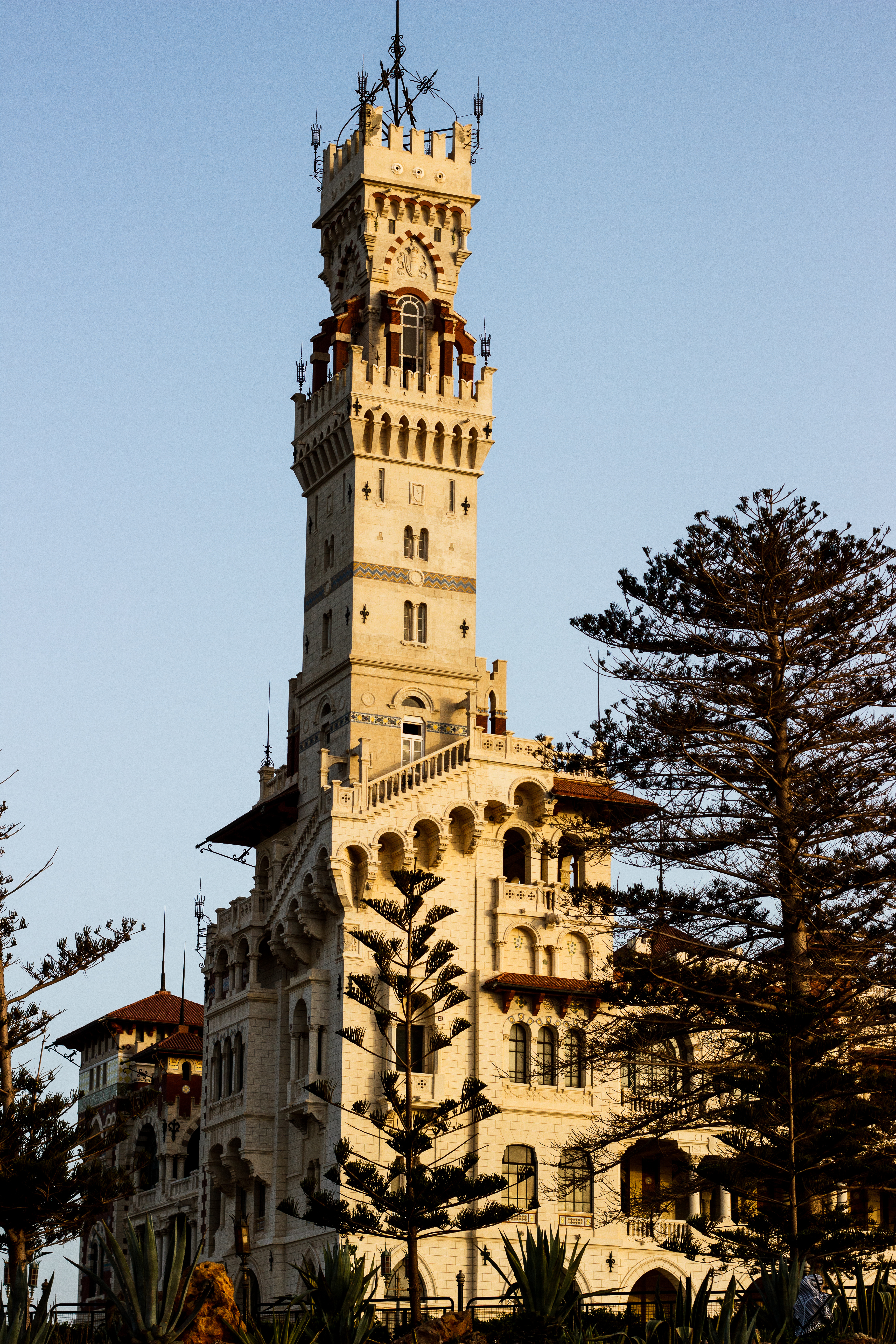
Boční pohled na palác Montaza

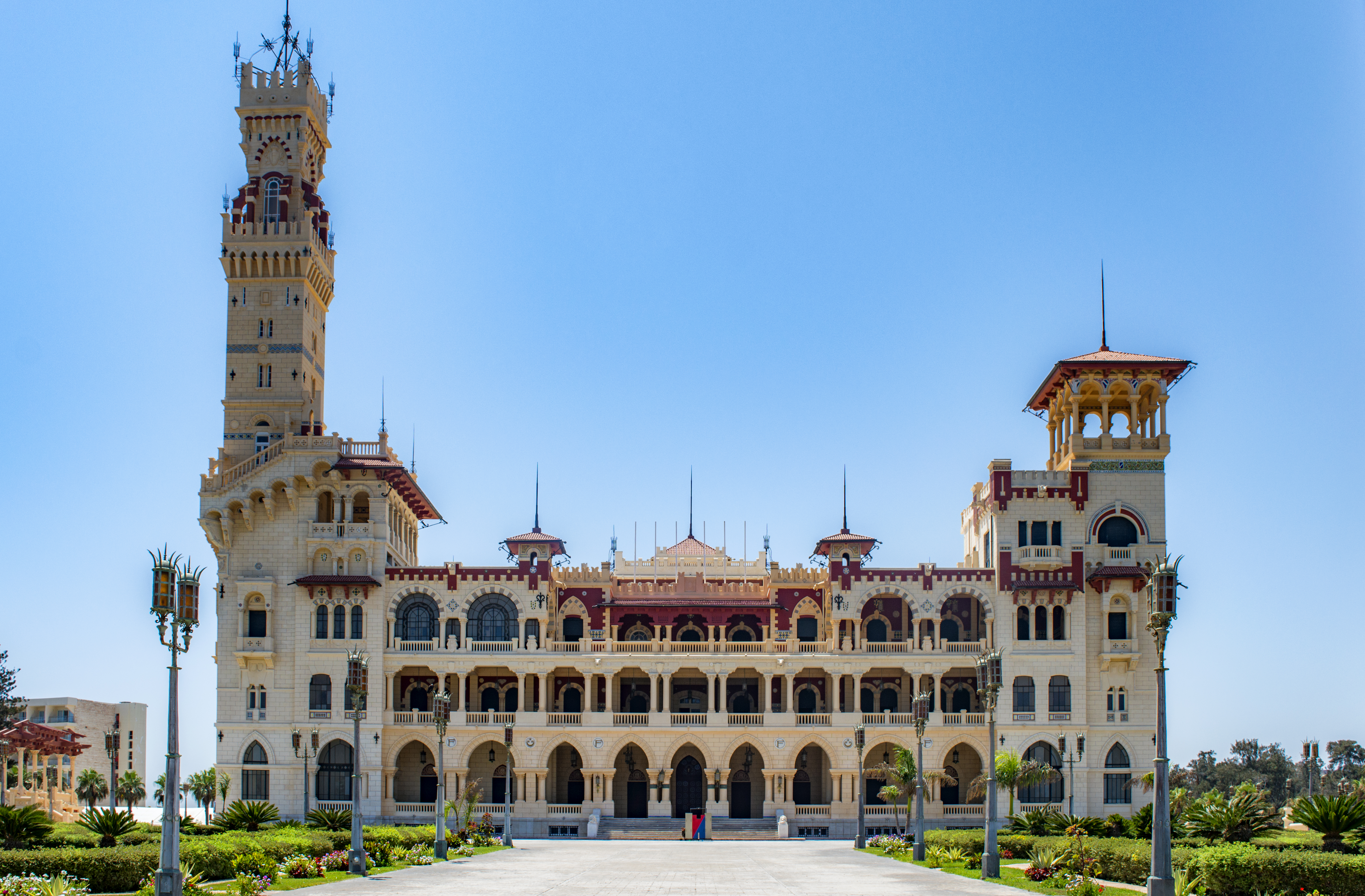